# Lijst van voetbalinterlands Australië - Colombia
Deze lijst van voetbalinterlands is een overzicht van alle officiële voetbalwedstrijden tussen de nationale teams van Australië en Colombia. De landen speelden tot op heden vier keer tegen elkaar. Het eerste duel was een vriendschappelijke wedstrijd die werd gespeeld op 8 februari 1995 in Brisbane. De laatste ontmoeting, eveneens een vriendschappelijke wedstrijd, vond plaats in Londen (Verenigd Koninkrijk) op 27 maart 2018.

## Wedstrijden
| № | Plaats   | Datum            | Competitie        | Wedstrijd            | Uitslag |
| - | -------- | ---------------- | ----------------- | -------------------- | ------- |
| 1 | Brisbane | 8 februari 1995  | Vriendschappelijk | Australië – Colombia | 0 – 0   |
| 2 | Sydney   | 11 februari 1995 | Vriendschappelijk | Australië – Colombia | 0 – 1   |
| 3 | Bogota   | 28 februari 2001 | Vriendschappelijk | Colombia – Australië | 3 – 2   |
| 4 | Londen   | 27 maart 2018    | Vriendschappelijk | Colombia − Australië | 0 − 0   |

## Samenvatting
| Competitie        | Totaal gespeeld | Winst Australië | Gelijk | Winst Colombia | Doelsaldo Australië – Colombia |
| ----------------- | --------------- | --------------- | ------ | -------------- | ------------------------------ |
| Vriendschappelijk | 4               | 0               | 2      | 2              | 2 − 4                          |
| Totaal            | 4               | 0               | 2      | 2              | 2 − 4                          |

Wedstrijden bepaald door strafschoppen worden, in lijn met de FIFA, als een gelijkspel gerekend.

## Details

### Eerste ontmoeting
| Vriendschappelijk (Brisbane, Australië, 8 februari 1995):                                                                                            |              | |
| Australië | 0 – 0        | Colombia |
| | goals        | |
| Eddie Thomson | bondscoach   | Hernán Darío Gómez |
| Željko Kalac Tony Vidmar Milan Ivanovic Alex Tobin Tony Popović Paul Wade Damian Mori Jason Polak Stan Lazaridis Steve Corica 63' John Markovski 78' | opstellingen | René Higuita 77' Wilmer Cabrera Jorge Bermúdez Arley Dinas José Santa Bonner Mosquera 59' Luis Quiñónez Hernán Gaviria Óscar Pareja John Jairo Gómez 61' Hamilton Ricard |
| Gabriel Mendez 63' Danny Tiatto 78' | wissels      | 59' Víctor Pacheco 61' Alonso Alcibar 77' Héctor Botero |
| - Debuut van Danny Tiatto voor Australië. |              | |

### Tweede ontmoeting
| Vriendschappelijk (Sydney, Australië, 11 februari 1995):                                                                                              |              | |
| Australië | 0 – 1        | Colombia |
| | goals        | 66' Hamilton Ricard |
| Eddie Thomson | bondscoach   | Hernán Darío Gómez |
| Zeljko Kalac Tony Vidmar Jason Polak Milan Ivanovic Tony Popovic Alex Tobin Damian Mori 62' Warren Spink Steve Horvat 72' Steve Corica Stan Lazaridis | opstellingen | 46' René Higuita José Fernando Santa Alexander Fernández Jorge Bermúdez Héctor Botero John Jairo Gómez Víctor Pacheco Hernán Gaviria Bonner Mosquera 65' Arley Betancourt Hamilton Ricard |
| John Markovski 62' Gabriel Mendez 72' | wissels      | 46' Óscar Córdoba 65' Luis Quiñónez |
| Jason Polak 70' | gele kaarten | 10' Bonner Mosquera 53' Arley Betancourt 75' Víctor Pacheco |

### Derde ontmoeting
| Vriendschappelijk (Bogota, Colombia, 28 februari 2001): |              | |
| Colombia | 3 – 2        | Australië |
| Jorge Serna 10' Néstor Salazar 66' Freddy Grisales 74' | goals        | 76' (pen.) Steve Corica 89' Scott Chipperfield |
| Luis Augusto García | bondscoach   | Frank Farina |
| Faryd Mondragón Gonzalo Martínez 46' Andrés Orozco Alex Fernández Roberto Carlos Cortés Freddy Grisales Hernando Patiño 56' Alex Viveros Óscar Restrepo 41' Néstor Salazar 74' Jorge Serna 46' | opstellingen | Michael Petković 46' Stephen Laybutt Con Blatsis 74' Steve Horvat 46' Luke Casserly Scott Chipperfield 46' Kasey Wehrman Aurelio Vidmar Jacob Burns Steve Corica 69' John Aloisi |
| Arnulfo Valentierra 41' Iván López 46' Elson Becerra 46' Andrés Pérez 56' Carlos Castro 74' | wissels      | 46' Fausto De Amicis 46' Simon Colosimo 46' Archie Thompson 69' Scott Miller 74' Angelo Costanzo                                                                                 |